# Vaskjala-Ülemistekanaal
Het Vaskjala-Ülemistekanaal is een kanaal dat door de Estische gemeentes Rae en Tallinn stroomt. Het kanaal begint bij het Vaskjala-stuwmeer en eindigt in het Ülemistemeer. Bij het Vaskjala-stuwmeer bevindt zich ook nog een soort pompstationnetje dat de waterstand in het kanaal reguleert. Het kanaal heeft een lengte van 10,8 km, en een stroomgebied van 28,6 km².
Bovendien is het kanaal nog een belangrijke schakel in het watertoevoersysteem van Tallinn. Het kanaal tapt namelijk via het Vaskjala-stuwmeer water van de Pirita af. In de Pirita komen namelijk een heleboel kanalen uit die ook onderdeel zijn van het watertoevoersysteem van Tallinn.

## Geschiedenis
Door het toenemende verbruik van water in het Ülemistemeer, het drinkwaterreservoir van Tallinn, was het al in het einde van de 19e eeuw zo dat dit meer niet genoeg water leverde. Dit gebeurde vooral in de drogere jaren. Op het eiland Lindakivi, dat zich bevindt in het meer, zijn de droogtejaren op een steen gemarkeerd. De droogtejaren zijn, achtereenvolgens: 1826, 1887, 1908, 1960, 1970 en 1975. Het waterverbruik van de stad nam niet alleen toe door de bevolkingsgroei, maar ook door de ontwikkeling van de industrie in de stad. Om het watertekort te verminderen, kwam er een plan om water uit de Pirita af te leiden naar het Ülemistemeer. In de herfst van 1922 was de bouw van het Vaskjala-Ülemistekanaal afgerond. Na de bouw van het kanaal en het pompstation bij het Vaskjala-stuwmeer (die de waterstand reguleert), kon het pompstation uiteindelijk in 1970 zo'n 6 m³ per seconde aan water inlaten op het kanaal. 

## Verloop
Het kanaal begint als een van de twee uitlopen van het Vaskjala-stuwmeer bij het gelijknamige dorpje Vaskjala. Direct nadat het kanaal zich aftakt van het stuwmeer begint het kanaal door het dorpje zelf te lopen, om vervolgens het dorp ook weer te verlaten. Nadat het kanaal niet meer door het dorp stroomt, is er meteen een afwisseling van agrarische gebieden en bossige gebieden. 
Het kanaal maakt vervolgens een bocht, waardoor het kanaal nu meer in de richting begint te stromen van het Ülemistemeer. Kort na de bocht wordt het Vaskjala-Ülemistekanaal onder de Põhimaantee 11, de ringweg van Tallinn, geleid. Vervolgens loopt het kanaal verder en stroomt het langs het Rae-moeras. 
Even later stroomt het kanaal ook nog door de bossen die dit kleine moerasje omringen, alhoewel het kanaal al snel daarna richting Tallinn Airport loopt. Eenmaal aangekomen bij het vliegveld loopt het kanaal er langs, waarna het kanaal door middel van een duiker onder een andere hoofdweg wordt geleid; de Põhimaantee 2. Vrijwel direct na de kruising met deze weg komt het kanaal uit in het Ülemistemeer.